# Tucumán
|  | Per a altres significats, vegeu «Club Atlético Tucumán». |

Tucumán (al text de la Constitució provincial: Província de Tucumán) és una de les vint-i-tres províncies que hi ha a la República Argentina. Alhora, és un dels vint-i-quatre estats autogovernats o jurisdiccions de primer ordre que conformen el país, i un dels vint-i-quatre districtes electorals legislatius nacionals. La seva capital és San Miguel de Tucumán, la ciutat més gran del Nord Argentí i la 5a més extensa i poblada del país amb més d'un milió d'habitants a la seva àrea metropolitana. Està ubicada al Nord-oest argentí, a la Regió del Nord Gran Argentí, limitant al nord amb Província de Salta, a l'est amb Santiago del Estero i al sud i oest amb Catamarca.
La província és la productora de llimones més gran del món. Va ser escenari del Congrés de Tucumán entre els anys 1816 i 1820 que, entre altres coses, va declarar la Independència de les Províncies Unides del Sud (primer nom oficial de l'Estat sobirà anomenat Argentina) respecte d'Espanya i qualsevol altre poder estranger, el 9 de juliol de 1816. Raó per la qual aquest dia es torna capital simbòlica de la República Argentina per decret del Poder Executiu Nacional Num. 81/1991. És la província de menor superfície de l'Argentina i la de més densitat de població del país. El 2016, Tucumán va ser seu de les festes del Bicentenari de la Independència de la República Argentina.